# Messerschmitt Bf 163
O Messerschmitt Bf 163 foi uma aeronave STOL desenvolvida pela BFW e pela Weserflug antes da Segunda Guerra Mundial. Apenas um foi construído. Era sustentado por um motor Argus As 10C.
Em vez desta aeronave o Reich Alemão optou por dar luz verde à produção do Fieseler Fi 156 Storch, que era um avião similar porém menos complexo e menos dispendioso.